# Smiltene
Smiltene es una villa letona, capital del municipio homónimo en el noreste del país.
A fecha de 1 de enero de 2016 tiene 5488 habitantes.
Se conoce la existencia del castillo de Smiltene desde el siglo XIV. La localidad fue creada como un núcleo de comerciantes y artesanos en torno a este castillo en los siglos XV-XVI. Adquirió estatus urbano en 1920.
Se ubica unos 30 km al sureste de Valmiera.